# 釶打村
釶打村（なたうちむら）は、石川県鹿島郡に存在した村。
村の名称は、鎌倉時代に存在した「釶打村」、江戸時代に存在した「釶打郷」による。

## 地理・概要
- 現在の七尾市、旧中島町における北西部に位置。
- 丘陵に囲まれた、熊木川の上流の谷、盆地の地域に位置する。
- 当時、産業は農業、林業が営まれ、棚田で米作、山林地帯では木材、木炭などを出荷していた。
- 山：風吹岳 (354m)、虫ヶ峰 (296m)
- 河川：熊木川、河内川、西谷内川、免田川

## 歴史
- 1889年（明治22年）4月1日 - 町村制の施行により、羽咋郡大平村、古江村、上畠村、河内村、鳥越村、町屋村、北免田村、西谷内村及び藤瀬村を廃し、その区域をもって羽咋郡釶打村を設置する。
- 1946年（昭和21年） - （入植）字河内の区域の一部を字呉竹を設定する。10大字となる。
- 1948年（昭和23年） - 羽咋郡釶打村の区域を鹿島郡の区域とする。
- 1953年（昭和28年）- 世帯436、人口2,216人。
- 1954年（昭和29年）11月3日 - 鹿島郡中島村、豊川村、熊木村、西岸村、笠師保村及び釶打村を廃し、その区域をもって鹿島郡中島町を設置する。10大字は中島町の大字に継承。

## 教育
- 釶打村立釶打中学校
- 釶打村立釶打小学校（2004年3月31日で廃校、中島小学校に統合。）